# Picoplàncton fotosintètic
El picoplàncton fotosintètic o picofitoplàncton és la fracció de plàncton fotosintètic compost de cèl·lules entre 0,2 i 2 µm (picoplàncton). És especialment important a les regions centrals oligotròfiques dels oceans on hi ha molt baixes concentracions de nutrients.

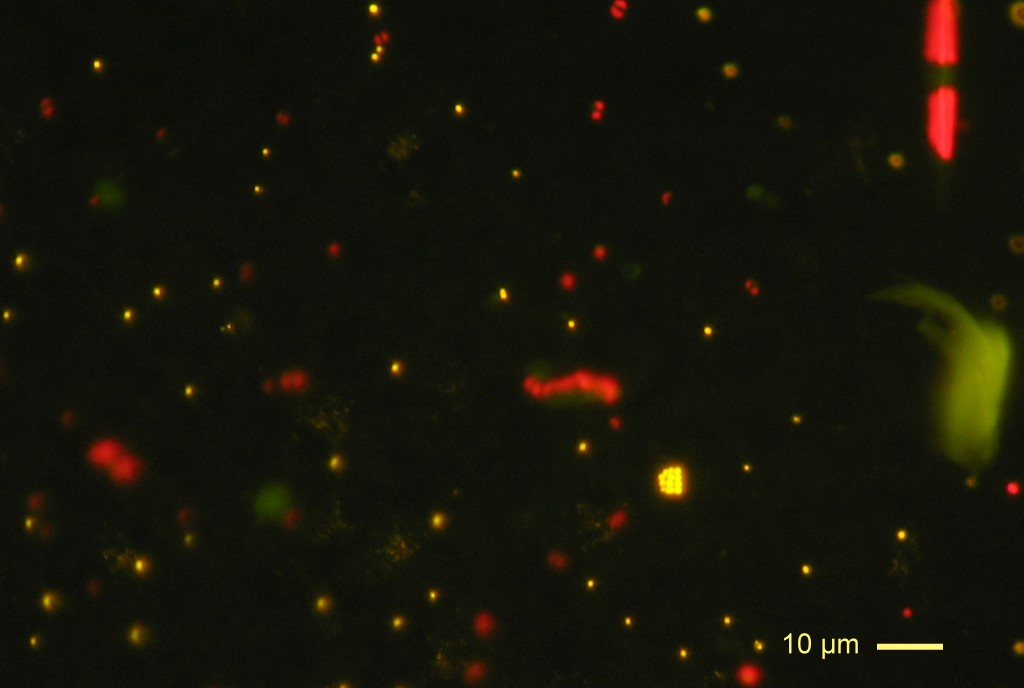
Picoplancton observat per epifluorescència.

## Història
- 1952: descripció de la primera espècie picoplanctónica, Chromulina pusilla, per Butcher[1] Li canvien el nom a l'espècie per Micromonas pusilla, el 1960.[2] i actualment és reconeguda com una de les més abundants en aigües temperades oceàniques.
- 1979: Waterbury descobreix el Synechococcus marí,[3] i Johnson i Sieburth ho confirmen amb microscòpia electrònica.[4]
- 1982: Johnson & Sieburth demostren la importància dels petits eucariotes amb observacions al microscopi electrònic.[5]
- 1983: W.K. Li i Platt mostren que una gran fracció de la producció primària marina és deguda a organismes menors de 2 µm.[6]
- 1986: Chisholm i Olson descobreixen els Prochlorophyta en el mar dels Sargassos,[7] anomenats el 1992 com a Prochlorococcus marinus.[8]
- 1994: Courties descobreix en el llac Thau de França el eucariota fotosintètic més petit conegut: Ostreococcus tauri.[9]
- 2001: a través del seqüenciat del gen ARN ribosòmic extret de mostres marines, diversos grups europeus descobreixen que el picoplàncton eucariòtic és altament divers.[10][11]

## Mètodes d'estudi

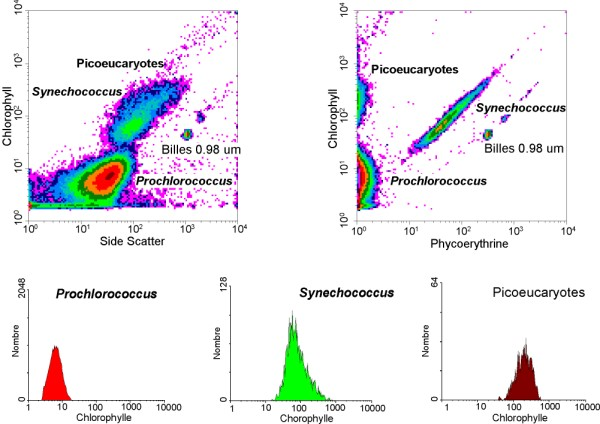
Anàlisi de picoplancton per citometría de flux.

A causa de la seva grandària extremadament petita, el picoplancton és difícil d'estudiar pels mètodes clàssics tals com el microscopi òptic. Es necessiten mètodes més complexos i costosos.
- El Microscopi de epifluorescencia permet detectar certs grups de cèl·lules que posseeixen pigments fluorescents tals com Synechococcus que té ficoeritrina
- Citometria de flux: mesura grandàries i fluorescència de 1.000 a 10.000 cèl·lules/segon. Permet determinar molt fàcilment la concentració de diverses poblacions de picoplàncton en mostres marines. Es poden distingir tres grups de cèl·lules: Prochlorococcus, Synechococcus, picoeucariotes. Per ex. Synechococcus es caracteritza per la seva doble fluorescència a causa dels seus pigments: taronja per la ficoeritrina i vermella per la clorofil·la. Aquesta citometria també permet separar poblacions específiques (per ex. Synechococcus) per posar-ho en cultiu, o realitzar anàlisis més detallades.
- Anàlisi de pigments fotosintètics tals com a clorofil·la o carotenoides per cromatografia d'alta precisió (HPLC) permetent determinar els varis grups d'algues presents en una mostra
- Tècniques de Biologia molecular:

- Clonació i seqüenciació de gens tals els de l'ARN ribosòmic, que permeten determinar la diversitat total dins d'una mostra.
- DGGE (Electroforesi amb gel desnaturalitzat), que és més ràpid que els estudis previs permetent donar una idea de la diversitat global dins d'una mostra
- Hibridació In situ (FISH) usant provetes fluorescents reconeixent taxons específics, per ex. una espècie, un gènere o una classe
- PCR en temps real pot usar-se, com també FISH, per determinar, l'abundància de grups específics. El seu major avantatge és la de permetre la ràpida anàlisi de moltes mostres simultàniament, encara que requereix controls i calibratges més complexos.

## Composició
Tres grups principals d'organismes constitueixen el picoplancton fotosintètic.
- Cyanobacteria del gènere Synechococcus, amb una grandària d'1 µm (micròmetre) que va ser descobert en 1979 per J. Waterbury (Institució Oceanogràfica de Woods Hole). Són summament ubics, encara que més abundants en aigües relativament mesotrófiques.

- Cyanobacteria del gènere Prochlorococcus que són particularment notables. Grandària típica de 0,6 µm, Prochlorococcus va ser descoberta recentment en 1988 per dos investigadors nord-americans, Sallie W. Chisholm (Massachusetts Institute of Technology) i per R.J. Olson (Institució Oceanogràfica de Woods Hole). Malgrat la seva minúscula grandària, aquest organisme fotosintètic és indubtablement el més abundant del planeta: en veritat la seva densitat pot arribar a 100 milions de cèl·lules/L i pot ser trobada a profunditats de més de 150 m en tot el cinturó intertropical.[14]
- Eukaryota picoplanctónica: és la menys coneguda, demostrada en els recents descobriments dels grups majors. Andersen crea en 1993 una nova classe d'algues marrons, les Pelagophyceae.[15] Més sorprenent encara és el descobriment de 1994 d'una eucariota de molt petita grandària, Ostreococcus tauri, dominant la biomassa fitoplanctónica d'un llac francès salobre (estany de Thau), mostra que aquests organismes poden jugar també un rol ecològic major en ambients costaners. En 1999, encara una nova classe d'alga és descoberta, genèticament molt emparentades amb diatomees, però bastant diferents morfològicament.[16] Al present, es coneixen prop de 50 espècies dins de diverses classes.

| Classes          | Gèneres picoplanctònics               |
| ---------------- | ------------------------------------- |
| Chlorophyceae    | Nannochloris                          |
| Prasinophyceae   | Micromonas, Ostreococcus, Pycnococcus |
| Prymnesiophyceae | Imantonia                             |
| Pelagophyceae    | Pelagomonas                           |
| Bolidophyceae    | Bolidomonas                           |
| Dictyochophyceae | Florenciella                          |
Aquestes propostes implementades des dels 1990s per a bacteris, es van aplicar als Picoeukaryota fotosintètics solo 10 anys més tard; revelant una molt àmplia diversitat i posant llum a la importància dels següents grups en el picoplancton :
- Prasinophyceae
- Haptophyta
- Cryptophyta

En ambients temperats costaners, el gènere Micromonas (Prasinophyceae) sembla dominant. No obstant això, en nombrosos ambients oceànics, l'espècie dominant de picoplancton eucariótico roman encara sense conèixer-se.

## Ecologia

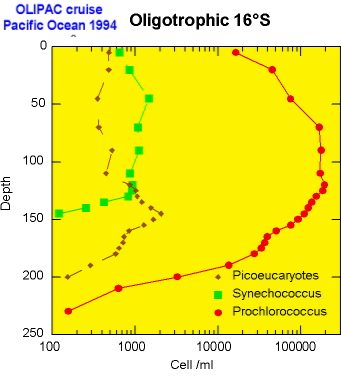
Distribució vertical de picoplancton en l'oceà Pacífic.

Cada població de picoplancton ocupa un nínxol ecològic específic en l'ambient oceànic.
- La cyanobacteria Synechococcus és generalment abundant en ambients mesotròfics, per exemple en el veïnatge de surgènices equatorials o en regions costaneres.
- La cyanobacteria Prochlorococcus reemplaça quan les aigües s'empobreixen en nutrients (i.i. oligotròfic). D'altra banda en regions temperades (per ex. en l'oceà Atlàntic Nord), Prochlorococcus està absent a causa que les aigües fredes impedeixen el seu desenvolupament.
- La diversitat de eucariota, correspon indubtablement a una gran varietat d'ambients. En regions oceàniques, són freqüentment observats a profunditats de la base de capes (com la capa "eufòtica"). En regions costaneres, certes classes de picoeucariota com "Micromones" dominen. La seva abundància segueix a cicles estacionals, com el plàncton de grandària major, amb el seu màxim durant l'estiu.

A la dècada del 1970, s'hi havia hipotetitzat que la velocitat de les divisions cel·lulars de microorganismes en els ecosistemas oceànics centrals era molt baixa, de l'ordre d'una setmana a un mes. Hipòtesi que es va consolidar per la raó que la biomassa (estimada per exemple pels continguts de clorofil·la) era molt estable en el temps. No obstant això en descobrir-se el picoplancton, es troba que el sistema era molt més dinàmic del prèviament pensat. En particular, petits predadors d'una grandària de pocs micròmetres que ingereixen algues picoplanctòniques tan ràpid a mesura que es produeixen, es van trobar com ben ubiqües. Aquest extremadament complex sistema predador-presa està pràcticament sempre en equilibri i resulta així en una biomassa de picoplancton gairebé-constant. Aquesta perfecta equivalència entre producció i consum fa extremadament difícil mesurar amb precisió la velocitat a la qual el sistema interactua.
El 1988 dos investigadors nord-americans, Carpenter i Chang, suggereixen estimar la velocitat de les divisions cel·lulars del fitoplàncton seguint el curs del replicat de l'ADN per microscopia; i reemplaçant-ho per un citòmetre de flux, és possible seguir el contingut d'ADN de les cèl·lules de picoplancton en el temps. Això va permetre establir que les cèl·lules del picoplancton són extremadament sincròniques: repliquen el seu ADN i després es divideixen totes al mateix temps per fi del dia. Aquesta sincronització podria deure's a la presència d'un rellotge intern biològic circadià.

## Genòmica
En els 2000s, la genòmica va permetre creuar a un estadi suplementari. La genòmica consisteix a determinar la seqüència completa d'un genoma d'un organisme, llistant cada gen present. Així serà possible tenir una idea de les capacitats metabòliques d'organismes en la mira i entendre com s'adapta al seu ambient. Així, els genomes de diversos tipus de Prochlorococcus i de Synechococcus, i també amb una raça de Ostreococcus s'han determinat, mentre diverses altres cyanobacterias i diminuts eukaryota (Bathycoccus, Micromonas) estan baix seqüenciat. En paral·lel, l'anàlisi genòmic comença a ser fet directament de mostres oceàniques (ecogenòmica o metagenòmica), permetent l'accés a grans sets de gens d'organismes no conreats.
| Gènere          | Raça                | Centre de Seqüenciat | Nota |
| --------------- | ------------------- | -------------------- | ---- |
| Prochlorococcus | MED4                | JGI                  |      |
|                 | SS120               | Genoscope            |      |
|                 | MIT9312             | JGI                  |      |
|                 | MIT9313             | JGI                  |      |
|                 | NATL2A              | JGI                  |      |
|                 | CC9605              | JGI                  |      |
|                 | CC9901              | JGI                  |      |
| Synechococcus   | WH8102              | JGI                  |      |
|                 | WH7803              | Genoscope            |      |
|                 | RCC307              | Génoscope            |      |
|                 | CC9311              | TIGR                 | [22] |
| Ostreococcus    | OTTH95              | Genoscope            |      |
| Micromonas      | RCC299 and CCMP1545 | JGI                  | [23] |